# パフューム ある人殺しの物語
『パフューム ある人殺しの物語』（パフューム あるひとごろしのものがたり、原題: Perfume: The Story of a Murderer ）は、2006年のドイツ・フランス・スペインのサイコスリラー映画。監督はトム・ティクヴァ、出演はベン・ウィショーとダスティン・ホフマンなど。18世紀のパリを舞台に、超人的な嗅覚を持つ香水調合師が究極の香水を生み出すために犯したタブーを描いている。原作はパトリック・ジュースキントの1985年の小説『香水 ある人殺しの物語』。
日本では2007年3月3日から公開された。映倫PG-12指定。

## ストーリー
18世紀のフランス、パリ。悪臭漂う魚市場で、一人の赤子が産み落とされた。やがて孤児院で育てられたその男児の名はジャン＝バティスト・グルヌイユといい、生まれながらにして数キロ先の匂いをも感じ取れるほどの超人的な嗅覚を持っていた。
成長したグルヌイユはある日、街ですばらしい香りに出合う。その香りを辿っていくとそこには1人の赤毛の少女がいた。少女の体臭にこの上ない心地よさを覚えるグルヌイユであったが、誤ってその少女を殺害してしまう。少女の香りは永遠に失われてしまった。しかしその香りを忘れられないグルヌイユは、少女の香りを再現しようと考え、橋の上に店を構えるイタリア人のかつて売れっ子だった調香師バルディーニに弟子入りし、香水の製法を学ぶ。同時にその天才的な嗅覚を生かして新たな香水を考え、バルディーニの店に客を呼び戻す。
さらなる調香技術を学ぶため、香水の街 グラースへ旅に出るグルヌイユはその道中、なぜか自分だけ体臭が一切ないことに気づく。グラースで彼は、裕福な商人であるリシの娘 ローラを見つける。以前街角で殺してしまった赤毛の少女にそっくりなローラから漂う体臭は、まさにあの運命的な香りそのものだった。これを香水にしたい、という究極の欲望に駆られたグルヌイユは、脂に匂いを移す高度な調香法である「冷浸法」を習得する。
そして時を同じくして、若い美少女が次々と殺される事件が起こり、グラースの街を恐怖に陥れる。髪を短く刈り上げられ、全裸で見つかる美少女たち。グルヌイユは既に禁断の香水作りに着手していたのである。

## キャスト
※括弧内は日本語吹き替え
- ジャン＝バティスト・グルヌイユ - ベン・ウィショー（佐藤淳）
- ジュゼッペ・バルディーニ - ダスティン・ホフマン（谷口節）
- リシ - アラン・リックマン（五王四郎）
- ローラ - レイチェル・ハード＝ウッド（世戸さおり）
- ナレーション - ジョン・ハート（納谷六朗）

## 製作

### 企画

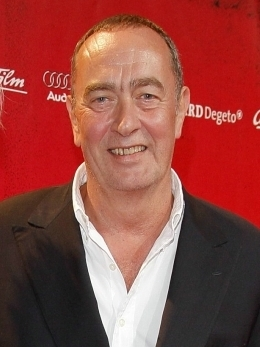
プロデューサーのベルント・アイヒンガーは1985年に映画化権を取得しようとしていたが、断られた

『パフューム ある人殺しの物語』は世界中で1500万部を売り上げているパトリック・ジュースキントの1985年の小説に基づいている。報道によると、ジュースキントはスタンリー・キューブリックとミロス・フォアマンのみが正しく映画化できると考えており、他の者による製作を拒否していた。小説が発売されるとすぐに、ジュースキントの友人で映画プロデューサーのベルント・アイヒンガーが映画化権を獲得しようとしたが、やはり断られた。2000年にジュースキントは承諾し、権利をアイヒンガーに売却した。コンスタンティン・フィルムの重役が売値の承認を拒否したため、アイヒンガーは個人でローンを組まねばならなかった。彼は映画化権獲得のために1000万ユーロを支払ったと噂されている。ジュースキントは本プロジェクトには関与しなかった
アイヒンガーと脚本家のアンドリュー・バーキンにより、脚本草案の執筆が開始された。アイヒンガーは最大の問題は「主人公は自分自身を表現していない。小説家はこれを補うために物語を使用することができる。それは映画ではできない。登場人物が話せば観客はキャラクターの感覚だけを得ることができる」と語った。またアイヒンガーは「このような素材を使えば、脚本に関与する監督のために特に重要である」と述べた。アイヒンガーは幾人もの映画監督と会い、トム・ティクヴァがこの素材と調和していると感じた。2003年、ティクヴァはアイヒンガーとバーキンとともに小説の翻案作業に参加した。脚本は最終的な撮影台本となるまでに20以上の段階を経た。3人の脚本家が、ストーリーやキャラクター面で具体的かつ個々の視点を持たせ、小説の雰囲気を忠実に映画化するために懸命に働いた。
製作費は5000万ユーロ（約6370万ドル）であり、最も高額なドイツ映画のひとつとなっている。アイヒンガーがかつてCEOを務めていたコンスタンティン・フィルムと億万長者のギゼラ・オエリとVIPメディアファンズにより融資された。『パフューム』はオエリが初めて投資した映画であり、彼女は共同プロデューサーとしてクレジットされている。映画はドイツ連邦映画委員会（FFA）のドイツ＝フランス・アグリーメント・ファンドからの20万ユーロの資金を受けた。Eurimagesからは60万ユーロが共同資金として提供された。ドイツ連邦映画委員会からは資金40万ユーロを受け取った。制作資金として、FilmFernsehFonds Bayernから160万ユーロ、ドイツ連邦映画委員会から100万ユーロ、Filmstiftung NRWから75万ユーロを提供された。配給費用としては、FilmFernsehFonds Bayernから20万5000ユーロ、ドイツ連邦映画委員会から18万ユーロ、バイエルン・バンク・ファンドからは15万ユーロを受けた。
2005年10月、VIPメディアファンドのCEOで本作の製作総指揮の一人であるアンドレアス・シュミットが詐欺と脱税の容疑で逮捕された。調査の結果、『パフューム』への融資にいくつかの問題があることが判明した。シュミットが税務当局に提出した書類によると、VIPは映画に2500万ユーロを投資していた。しかしコンスタンティン・フィルムの台帳によると、VIPも投資はわずか410万ユーロとなっていた。2500万ユーロに足りない金額は銀行保証や投資者への支払いに使われていた。2007年11月、シュミットは有罪判決を受けた。

### キャスティング

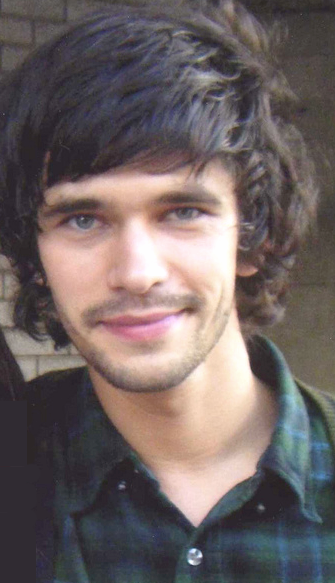

当初、2004年第3四半期に撮影を開始する予定だったが、映画制作者たちは主人公のグルヌイユを演じきれる俳優を見つけるのに苦労していた。グルヌイユ役の俳優の発見には約1年を要した。キャスティング・エージェントのミシェル・グイッシュのアドバイスを受け、ティクヴァはトレヴァー・ナン製作の舞台でハムレットを演じるベン・ウィショーを鑑賞した。ティクヴァはすぐにグルヌイユ役にふさわしい俳優が見つかったと感じた。続いてオーディションでアイヒンガーもウィショーがふさわしいと確信した。アイヒンガーはウィショーを「無邪気な天使と殺人者の両方を表現できる」と説明した。
グルヌイユに香水の調合法を教えるバルディーニ役にはティクヴァはすぐにダスティン・ホフマンのことを考えた。ホフマンは『ラン・ローラ・ラン』を見て以来、ティクヴァとの仕事を望んでいた。ホフマンとウィショーは、主要撮影の前に1週間リハーサルを行い、香水作りの講座を受けた。2人の俳優のシーンはキャラクター関係の自然な進行を追えるように順撮りで行われた。
合計で5200名のエキストラが起用され、多い時には同時に1000人が使われた。映画のクライマックスの乱交シーンでは750名のエキストラが必要とされた。ダンス劇団ラ・フラ・デルス・バウスの50名とベテランのタレント100名が群衆の中核を成し、残り600人のエキストラがその周りに配置された。

### デザイン
映画の外観を定義するためにスタッフは、『スリーピー・ホロウ』、『アマデウス』、『オリバー・トウィスト』、『バリー・リンドン』、『フロム・ヘル』、『エレファント・マン』、『ドラキュラ』、『ジェヴォーダンの獣』、『ヴィドック』、『レ・ミゼラブル』などの時代劇を鑑賞した。
ティクヴァは、撮影中の適切な照明の不足およびその物語の性質の両方により「明確に暗い美学」を持っていると評している。映画制作者たちはカラヴァッジオ、ジョセフ・ライト、レンブラントなどの画家からインスピレーションを得ている。

### 撮影
映画制作者たちはもとの設定と同じく18世紀のフランスを求めたが、実際に撮影されたパリは19世紀に近代化された。その素朴な風景と自然のままの旧世界の町の代替として、クロアチアが当初考えられていたが、その価値は正しかったものの、ロケーションの距離に問題があったことが判明した。最終的に映画制作者たちは、クロアチアよりも割高になるものの互いに近い場所であるスペインで映画のほとんどを撮影することにした。
主要撮影は2005年7月12日に始まり、10月16日に完了した。最初の15日間はミュンヘンのババリアの最大劇場にて仕事場でのグルヌイユのバルディーユの場面の撮影に費やされた。ホフマンのシーンは最初の11日間ですべて完了した。残りのシーンの大半は、スペインのバルセロナ、ジローナ、フィゲラスなどで撮られた。バルセロナの通りはパリの代わりとして撮られた。バルセロナのゴシックの歴史的な街の中心部は、パリの魚市場として使われた。バルセロナのプエブロ・エスパニョールは最後の乱交シーンのロケに使われた。本物のような街の汚れを作成するため、約60名の「泥班」と呼ばれる映画スタッフたちが街に残骸を散布した。2トン半の魚と1トンの肉がゴシックに分散された。いくつかの山と森のシーンは、ジローナで撮影された。街はまた、マダム・アルニュフィの自宅やスタジオのロケ地を提供した。フィゲラスのサンフェラン城は皮なめし工場、パリの門、グルヌイユが捕まるダンジョンに使われた。グラースのラベンダー畑として使用されているものを含むいくつかの風景は主要撮影開始前の2005年6月にフランスのプロヴァンスで撮影された。
『パフューム』の撮影監督はティクヴァの作品をすべて手掛けているフランク・グリーベが務めた。映画はArriのカメラとレンズを使って撮られた。カメラが被写体までの非常に接近する必要があるシーンではグリーベはケンウォーシー/ネットマン・シュノーケル・レンズ・システムを使った。

### ポストプロダクション
ポストプロダクションはミュンヘンで行われ、2006年第3四半期に締結し、9ヶ月で完了する必要があった。編集者のアレクサンダー・ベルナーは、すべてのロケ地とセットでティクヴァと共に居た。ティクヴァによると多くの時間を節約しつつ撮影を進行していたので、バーナーも細かく編集した。ティクヴァは、映画がタイトなスケジュール（欧州での公開日が既に確定していた）のためにこのように動いたと述べた。映画にはデジタル・インターミディエイトが使われた。約3カ月がグレーディングに費やされた。映画のスタッフが早く到着して花が満開になっていなかったため、デジタル・グレーディング・ツールでラベンダー畑の色が改善された。
約250ショットに及ぶ視覚効果作業はプラハのユニバーサル・ロダクション・パートナーズによって行われた。視覚効果作業の多くは、ワイヤー消しなどの細かいCGI修正、群衆の調整とセットの拡張に費やされた。スケールモデルはセーヌ川の橋とその上の橋のショットの作成に使われた。

### 音楽
1997年の『ウィンタースリーパー』以降から引き続いて、ティクヴァ自身と友人のジョニー・クリメック、ラインホルト・ハイルの3人が音楽を手掛けた。音楽はベルリン・フィルハーモニー管弦楽団がサイモン・ラトルの指揮の下で演奏した。ティクヴァは脚本作業に取り組み始めると同日にクリメクとハイルと共に作曲を始めた。

## 日本のテレビCM
2007年2月ごろより日本で放映された本作のテレビCMにおいて、CMの最後に一瞬だけ映る、本作のクライマックスの750人もの全裸の男女のラブシーンが話題となった。CM放送開始直後から本作の配給会社には問い合わせが殺到し、一部のテレビ局ではこのシーンが入っていない別バージョンに差し替えられたり、CM放送そのものを拒否した局もある。

## 評価
Rotten Tomatoesによれば、130件の評論のうち高評価は59%にあたる77件で、平均点は10点満点中6.3点、批評家の一致した見解は「『パフューム ある人殺しの物語』は、トム・ティクヴァ監督による連続殺人犯を美化した映画として期待されるものになっており、動きのある視覚的饗宴と、共感することのできないダークなアンチヒーローが特徴である。」となっている。
Metacriticによれば、30件の評論のうち、高評価は17件、賛否混在は10件、低評価は3件で、平均点は100点満点中56点となっている。
作家でドイツ文学者の中野京子は、劇中でCG処理で再現された18世紀のパリの橋の崩壊場面に触れて、「当時の橋上の建造物や店内がどうであったか分かるので、興味ある方は見られたし」と自著で述べている。